# Slaník
Slaník falu és önkormányzat (obec) Csehország Dél-csehországi kerületének Strakonicei járásában. Területe 2,97 km², lakosainak száma 153 (2008. 12. 31). A falu Strakonicétől mintegy 4 km-re keletre, České Budějovicétől 51 km-re északnyugatra, és Prágától 97 km-re délre fekszik.
A település első írásos említése 1359-ből származik.

## Népesség
A település népessége az elmúlt években az alábbi módon változott:
| Lakosok száma | 192  | 228  | 208  | 152  | 132  | 157  | 159  | 147  | 139  | 154  |
|               | 1869 | 1900 | 1921 | 1961 | 1980 | 2011 | 2016 | 2019 | 2021 | 2024 |